# Ronde van Frankrijk 2006/Achtste etappe
De achtste etappe van de Ronde van Frankrijk 2006 werd verreden op 9 juli 2006 tussen Saint-Méen-le-Grand en Lorient over 177 km.

## Verloop
Voor de tweede keer deze Tour was er geen massaspurt in een etappe in lijn. De Fransman Sylvain Calzati finishte alleen, ruim twee minuten voor eerste achtervolgers Kjell Carlström en Patrice Halgand. Robbie McEwen won de pelotonspurt en verstevigde daarmee nogmaals zijn leiderspositie in het puntenklassement. Tom Boonen werd pas negende en was erg teleurgesteld. In enkele interviews na de aankomst liet Boonen verstaan niet tevreden te zijn met zijn prestaties in de Tour tot dusver en de strijd voor de groene trui te staken.
Proloog ·
1e etappe ·
2e etappe ·
3e etappe ·
4e etappe ·
5e etappe ·
6e etappe ·
7e etappe ·
8e etappe ·
9e etappe ·
10e etappe ·
11e etappe ·
12e etappe ·
13e etappe ·
14e etappe ·
15e etappe ·
16e etappe ·
17e etappe ·
18e etappe ·
19e etappe ·
20e etappe
Startlijst · Eindstanden · Afbeeldingen